# تي غيشفيندر
تي غيشفندر TeaGschwendner هي سلسلة محلات بيع بالتجزئة أوروبية لبيع أوراق الشاي وأدوات الشاي.
تأسست الشركة في ألمانيا في عام 1978، وتوجد فروعها حالياً في سبع دول ومنها  الولايات المتحدة.